# EU-Gipfel Juni 2016
Der EU-Gipfel Juni 2016 fand am 28. Juni 2016 in Brüssel, Belgien, statt. Den Vorsitz hatte der polnische Politiker Donald Tusk, seit 2014 Präsident des Europäischen Rates. Einen Tag später fand eine informelle Tagung von 27 Staats- und Regierungschefs der EU am selben Ort statt.

## Themen
Zentrales Thema des Juni-Gipfels des Europäischen Rates und der anschließenden informellen Tagung war die kurz zuvor gefallene Brexit-Entscheidung. Weiterhin wurden die Flüchtlingskrise sowie wirtschaftliche und sicherheitspolitische Fragen erörtert.

## Brexit-Referendum
Die verbliebenen 27 Staats- und Regierungschefs diskutierten während des Treffens mögliche politische und rechtliche Konsequenzen der Brexit-Entscheidung. Ratspräsident Donald Tusk bedauerte im Namen seiner Kollegen und des Präsidenten der Kommission die Entscheidung der britischen Wähler, die aber natürlich respektiert werden müsse.
Der britische Premierminister Cameron bekräftigte die Haltung seiner Regierung, den Artikel 50 des Vertrags über die Europäische Union zu aktivieren und Großbritannien aus dem Staatenverbund zu lösen. EU-Ratspräsident Tusk äußerte seine Hoffnung auf eine möglichst zeitnahe Übermittlung des Austrittsantrags von Seiten Großbritanniens.
Die deutsche Bundeskanzlerin Angela Merkel äußerte ihre Überzeugung, anstehende Herausforderungen auch als Europa der 27 zu meistern. Auch nach dem Austritt des Vereinigten Königreiches wolle die EU weiter mit Großbritannien zusammenarbeiten, erklärte Merkel. Im Austausch für den Zugang zum europäischen Binnenmarkt müsse Großbritannien jedoch einem freien Personen-, Waren-, Dienstleistungs- und Kapitalverkehr zustimmen, so Merkel.
Präsident Tusk erklärte in einer Rede, dass viele Bürger in der Europäischen Union unzufrieden mit der EU seien. Der Europäische Rat vereinbarte, ein weiteres Treffen zur Zukunft Europas am 16. September 2016 in Bratislava abzuhalten.

## Flüchtlingskrise
Die europäischen Staats- und Regierungschefs schilderten Fortschritte bei der Umsetzung des Flüchtlingsabkommens mit der Türkei und erklärten ihre Absicht, nach dessen Vorbild weitere Vereinbarungen mit anderen Staaten des Mittelmeerraumes zu schließen.

## Arbeitsplätze, Wachstum und Investitionen
Zur Förderung von Beschäftigung, Wirtschaftswachstum und Innovation gab der Europäische Rat seine Zustimmung zu verschiedenen von der Kommission erarbeiteten Konzepte, die darauf abzielen, die Integration des Binnenmarktes voranzutreiben, so die Aufhebung der Roaminggebühren im Bereich der mobilen Telefonie. Weiterhin beschloss der Rat eine europäische Investitionsoffensive.

## Außen- und Sicherheitspolitik der EU
Die Gipfelteilnehmer erklärten, dass die EU ihre Fähigkeiten im Bereich der Bekämpfung hybrider Bedrohungen sowie insbesondere der Cyberkriminalität ausbauen müsse. Die Staats- und Regierungschefs unterstützten auch eine von der Hohen Vertreterin für die GASP Federica Mogherini verantwortete „Globale Strategie für die Außen- und Sicherheitspolitik der EU“.